# (31763) 1999 JW107
1999 JW107 (asteroide 31763) é um asteroide da cintura principal. Possui uma excentricidade de 0.10255450 e uma inclinação de 2.18024º.
Este asteroide foi descoberto no dia 13 de maio de 1999 por LINEAR em Socorro.